# Александру, Мариан
Мариан Александру (рум. Marian Alexandru; 20 сентября 1977, Бухарест, Румыния) — румынский футболист.

## Биография
Начинал в «Стяуа», за который провёл 1 матч в чемпионате Румынии. После чего играл за «Киндию» и «Олимпию» из Сату-Маре. С 1999 по 2000 годы играл за «Глорию» из Бистрицы. В 2001 году перебрался в российский клуб «Алания», за которую дебютировал 10 марта того же года в выездном матче 1-го тура против раменского «Сатурна», выйдя в стартовом составе. В следующем году вернулся в «Олимпию», а через сезон вернулся в «Глорию». В 2005 году играл за «Оцелул». В 2006 году выступал за «Петролул» и «Васлуй». Далее выступал за «Чахлэул» и «Конкордию». Завершал карьеру в «Вииторуле» (Домнешти).